# Apache II
Le OCV Apache II  (Offshore Construction Vessel) est un navire de service polyvalent pour les travaux offshore appartenant et opérant pour l'entreprise offshore du secteur de l'énergie TechnipFMC. Il est à la fois un navire poseur de canalisations et navire effectuant des travaux de construction ou des opérations d'inspection, d'entretien et de réparation (IMR).

### Articles externes
- Apache II - Site marinetraffic
- Flotte de TechnipFMC - Site TechnipFMC